# Bop to the Top
«Bop to the Top» (Sube hacia lo alto) es una canción de la Película Original de Disney Channel "High School Musical". También aparece en la banda sonora de la película. Es cantada por Ashley Tisdale y Lucas Grabeel.

## Relación con la película
Esta, la segunda canción más corta de la película (luego de What I've Been Looking For (Reprise), es cantada por Sharpay y Ryan para hacer una audición en la segunda prueba para el musical de invierno. La canción comienza con los hermanos saliendo de ambas partes del escenario, y luego yendo al centro. Termina con los cantantes subiéndose a una escalera bajo una bola disco.
En el tema se demuestra los deseos de los hermanos de ser siempre los primeros y nunca alejarse de ese puesto, aunque las letras de Ryan suelen ser más "marchosas" o de "amar el baile y la música" y las de Sharpay más de "ser una diva"

## Éxito
"Bop to the Top" no ha sido una de las canciones más exitosas de la banda sonora de High Shcool Musical, aunque sí llegó a entrar entre las más bajadas en Estados Unidos (llegó a ser la número 15 más descargada en iTunes). Llegó a estar en el puesto #61 en el Billboard Hot 100. Estos números sorprenden, ya que la canción no recibió muchas descargas digitales y su video no se transmitió por TV.
En Dancing with the Stars (versión estadounidense del programa ¡Mira quién baila!) se puso "Bop to the Top", para que Monique Coleman junto a su pareja (por entonces competidores) bailaran con esa canción. La canción era otra versión.